# Balogh István (politikus, 1874–1942)
Balogh István, névváltozat: Balog (Debrecen, 1874. október 4. – Debrecen, 1942. október 13.) gazdálkodó, a Debreceni Gazda Kör elnöke, törvényhatósági bizottsági tag.

## Életpályája
Balog István gazdálkodó és Kádár Julianna fia. Középiskolai tanulmányait szülővárosában végezte. Közéleti szereplését 1898-ban kezdte meg. 25 éves korában átvette a családi birtok vezetését és azt mintagazdasággá fejlesztette. Állataival és terményeivel számos díjat nyert a mezőgazdasági kiállításokon. A tiszántúli búza nemesítése körül szerzett érdemeiért 1934-ben bronzéremmel tüntették ki. 1900. december 5-én Debrecenben feleségül vette Viola Irén Máriát. 1909-ben a város törvényhatósági bizottságának tagja lett, s élénk részt vett a politikai életben. Debrecen város politikájának évtizedekig vezető egyénisége volt, főleg gazdaságpolitikai kérdésekben. Több mint harminc évig igazgatóválasztmányi tagja volt a Debreceni Gazda Egyletnek, választmányi tagja a Tiszántúli Mezőgazdasági Kamarának, elnöke a Polgári Gazda Körnek, igazgatósági tagja a Tiszamelléki Szövetkezetnek és tagja a debreceni Református Egyház presbitériumának. A Debrecen és Vidéke Mezőgazdák Hitelszövetkezetének alelnöke, a Hangya igazgatósági és alapító tagja. Hosszú időn át elnöke volt a debreceni Egységes Párt I. kerületének. Gazdasági és pénzügyi kérdésekkel foglalkozó cikkei a helyi lapokban jelentek meg. 